# Ourches-sur-Meuse
Pour les articles homonymes, voir Ourches.
Ourches-sur-Meuse est une commune française située dans le département de la Meuse, en région Grand Est.
Ses habitants sont appelés les Orchadiens ou Orcadiens.

## Géographie

### Localisation
La commune de Ourches-sur-Meuse est située dans le département de la Meuse sur la rive gauche de la Meuse, à 17 km au sud de Commercy, sous-préfecture, et à 46 km à l'ouest de Bar-le-Duc, préfecture. Toul est à 17 km à l'est et Nancy à 40 km à l'est.
Le territoire de la commune est limitrophe de ceux de quatre communes :
|            | Troussey                |                 |
| Void-Vacon | Ourches-sur-Meuse       | Pagny-sur-Meuse |
|            | Saint-Germain-sur-Meuse |                 |

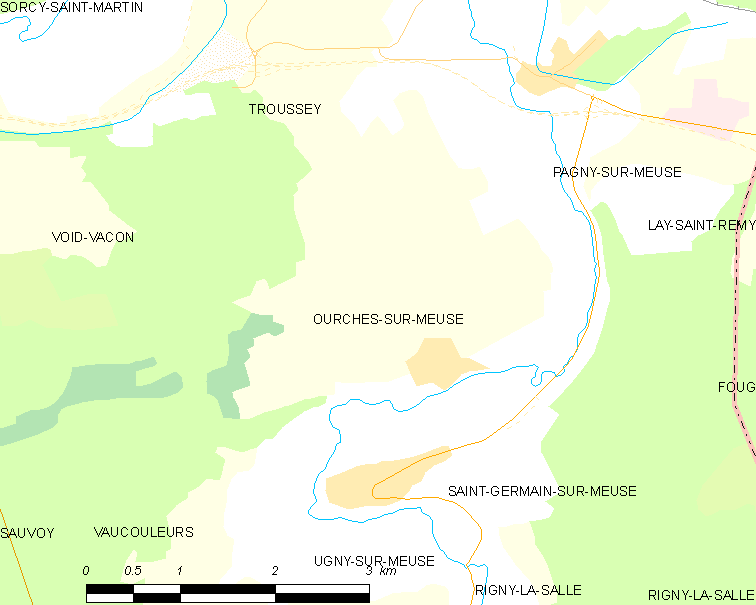
Carte de la commune.
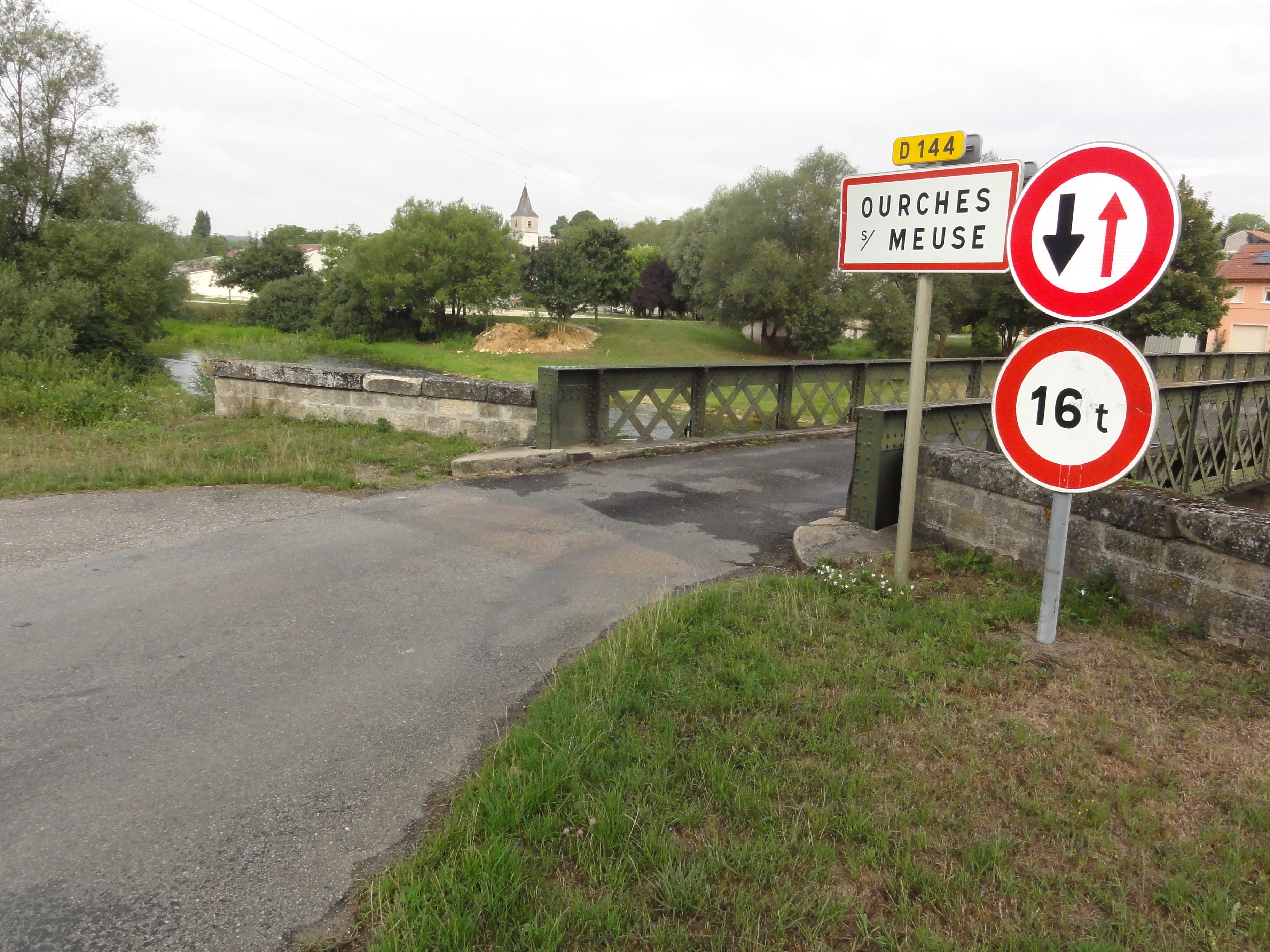
Entrée du village par le pont de Meuse.
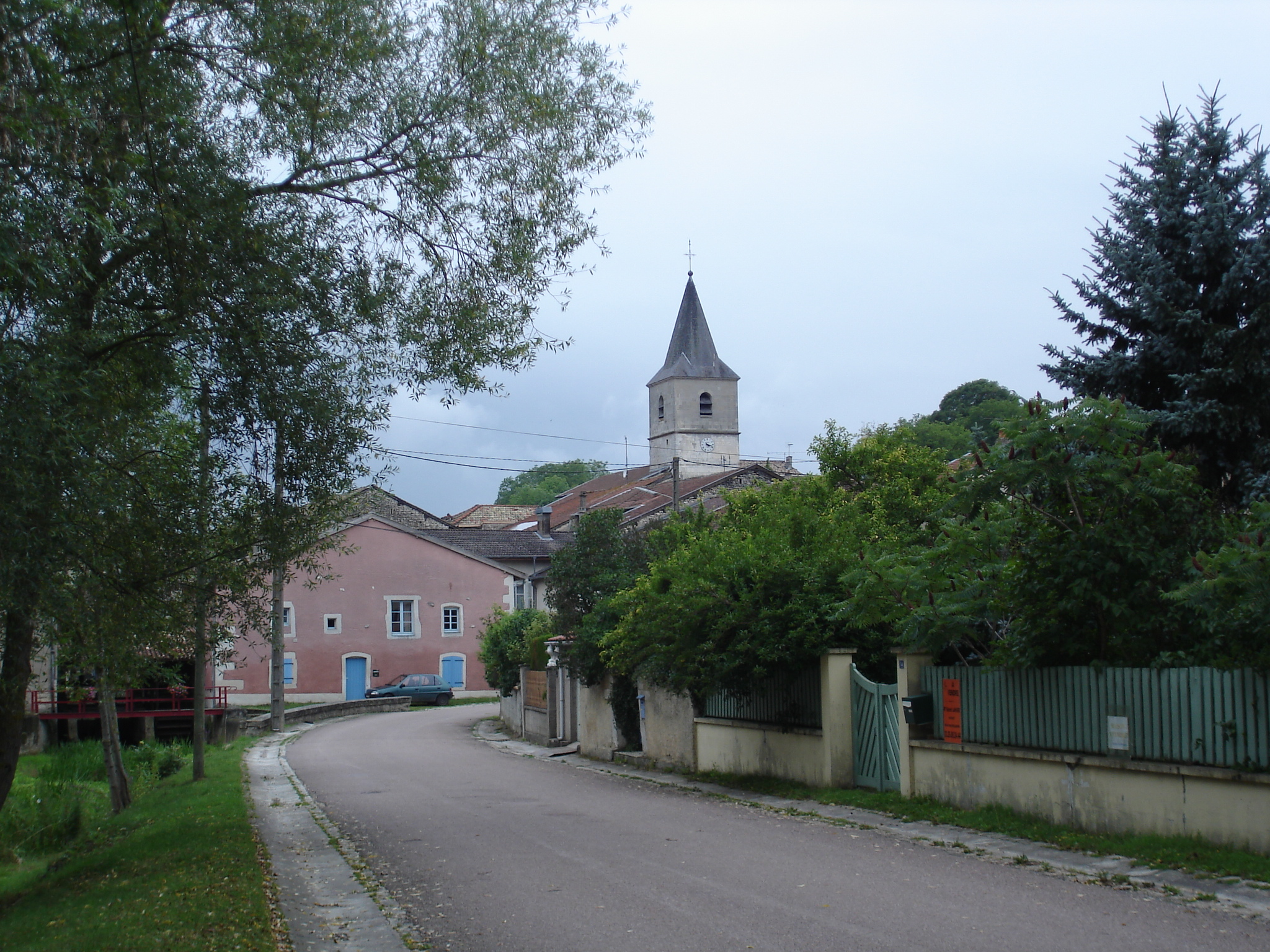
La rue principale.

C'est l'endroit où le bassin versant de la Meuse est le plus étroit. À 800 m à l'est du cours de la Meuse, dans le bois de Longor, se trouve déjà la ligne de partage des eaux avec le bassin de la Moselle.

### Hydrographie
La commune est dans le bassin versant de la Meuse au sein du bassin Rhin-Meuse. Elle est drainée par la Meuse et le canal du Moulin,.
La Meuse, d'une longueur de 486 km dans sa partie française, est un fleuve européen qui prend sa source en France, dans la commune du Châtelet-sur-Meuse, à 409 mètres d'altitude, et se jette dans la mer du Nord après un cours long d'approximativement 950 kilomètres traversant la France, la Belgique et les Pays-Bas. Les caractéristiques hydrologiques de la Meuse sont données par la station hydrologique située sur la commune de Troussey. Le débit moyen mensuel est de 21,5 m3/s. Le débit moyen journalier maximum est de 303 m3/s, atteint lors de la crue du 20 janvier 2018. Le débit instantané maximal est quant à lui de 366 m3/s, atteint le même jour.

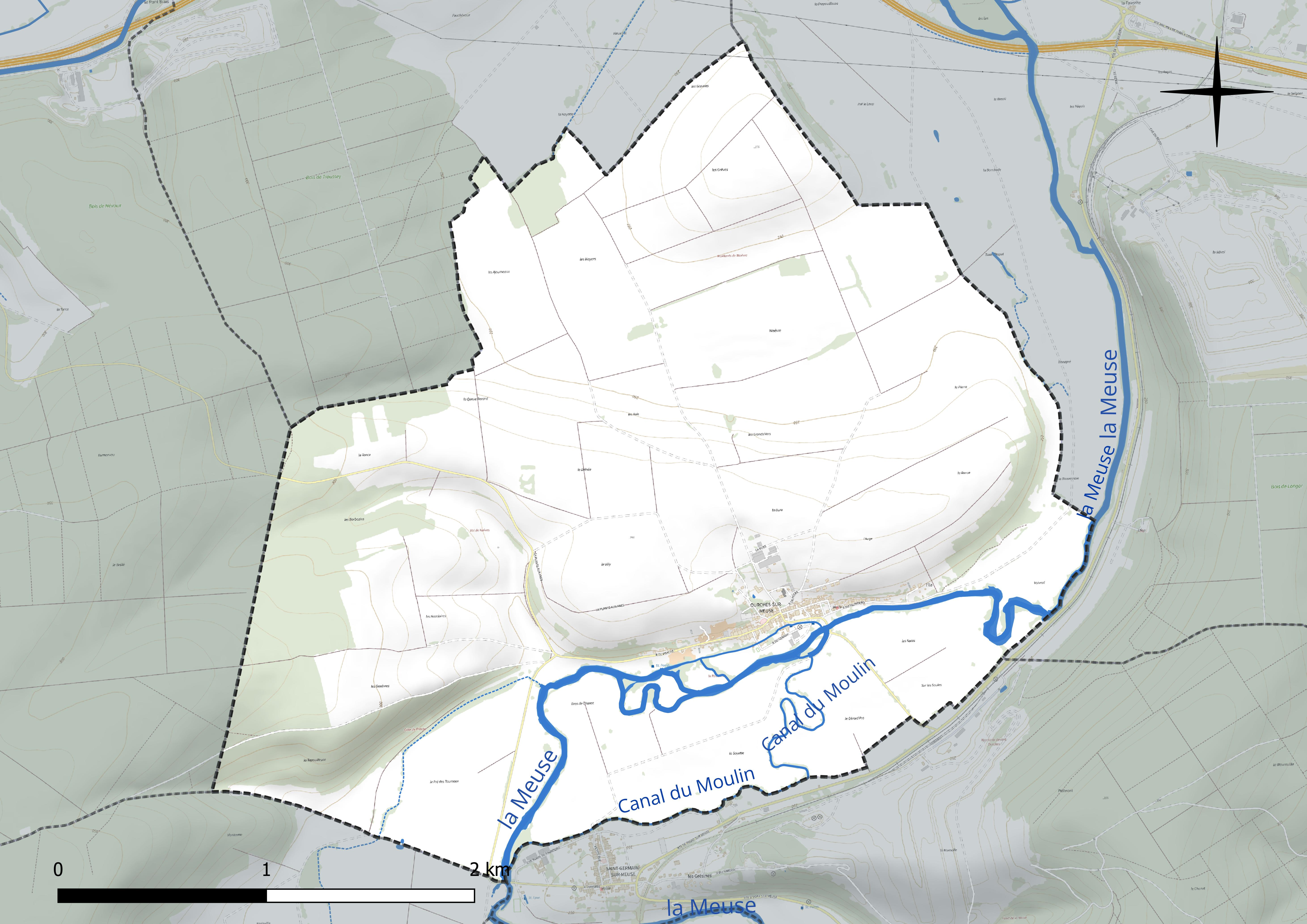
Réseau hydrographique d'Ourches-sur-Meuse.

### Climat
Pour des articles plus généraux, voir Climat du Grand Est et Climat de la Meuse.
En 2010, le climat de la commune est de type climat des marges montargnardes, selon une étude du Centre national de la recherche scientifique s'appuyant sur une série de données couvrant la période 1971-2000. En 2020, Météo-France publie une typologie des climats de la France métropolitaine dans laquelle la commune est exposée à un climat océanique altéré et est dans la région climatique  Lorraine, plateau de Langres, Morvan, caractérisée par un hiver rude (1,5 °C), des vents modérés et des brouillards fréquents en automne et hiver.
Pour la période 1971-2000, la température annuelle moyenne est de 9,6 °C, avec une amplitude thermique annuelle de 16,7 °C. Le cumul annuel moyen de précipitations est de 920 mm, avec 13,1 jours de précipitations en janvier et 9,2 jours en juillet. Pour la période 1991-2020, la température moyenne annuelle observée sur la station météorologique de Météo-France la plus proche, « Nancy-Ochey », sur la commune d'Ochey à 20 km à vol d'oiseau, est de 10,5 °C et le cumul annuel moyen de précipitations est de 810,4 mm. 
La température maximale relevée sur cette station est de 39,6 °C, atteinte le 25 juillet 2019 ; la température minimale est de −19,1 °C, atteinte le 12 janvier 1987,,.
Les paramètres climatiques de la commune ont été estimés pour le milieu du siècle (2041-2070) selon différents scénarios d'émission de gaz à effet de serre à partir des nouvelles projections climatiques de référence DRIAS-2020. Ils sont consultables sur un site dédié publié par Météo-France en novembre 2022.

## Urbanisme

### Typologie
Au 1er janvier 2024, Ourches-sur-Meuse est catégorisée commune rurale à habitat dispersé, selon la nouvelle grille communale de densité à sept niveaux définie par l'Insee en 2022.
Elle est située hors unité urbaine et hors attraction des villes,.

### Occupation des sols
L'occupation des sols de la commune, telle qu'elle ressort de la base de données européenne d’occupation biophysique des sols Corine Land Cover (CLC), est marquée par l'importance des territoires agricoles (85,6 % en 2018), une proportion sensiblement équivalente à celle de 1990 (85,9 %). La répartition détaillée en 2018 est la suivante : 
terres arables (59,4 %), prairies (26,2 %), forêts (10,4 %), zones urbanisées (3,9 %). L'évolution de l’occupation des sols de la commune et de ses infrastructures peut être observée sur les différentes représentations cartographiques du territoire : la carte de Cassini (XVIIIe siècle), la carte d'état-major (1820-1866) et les cartes ou photos aériennes de l'IGN pour la période actuelle (1950 à aujourd'hui).

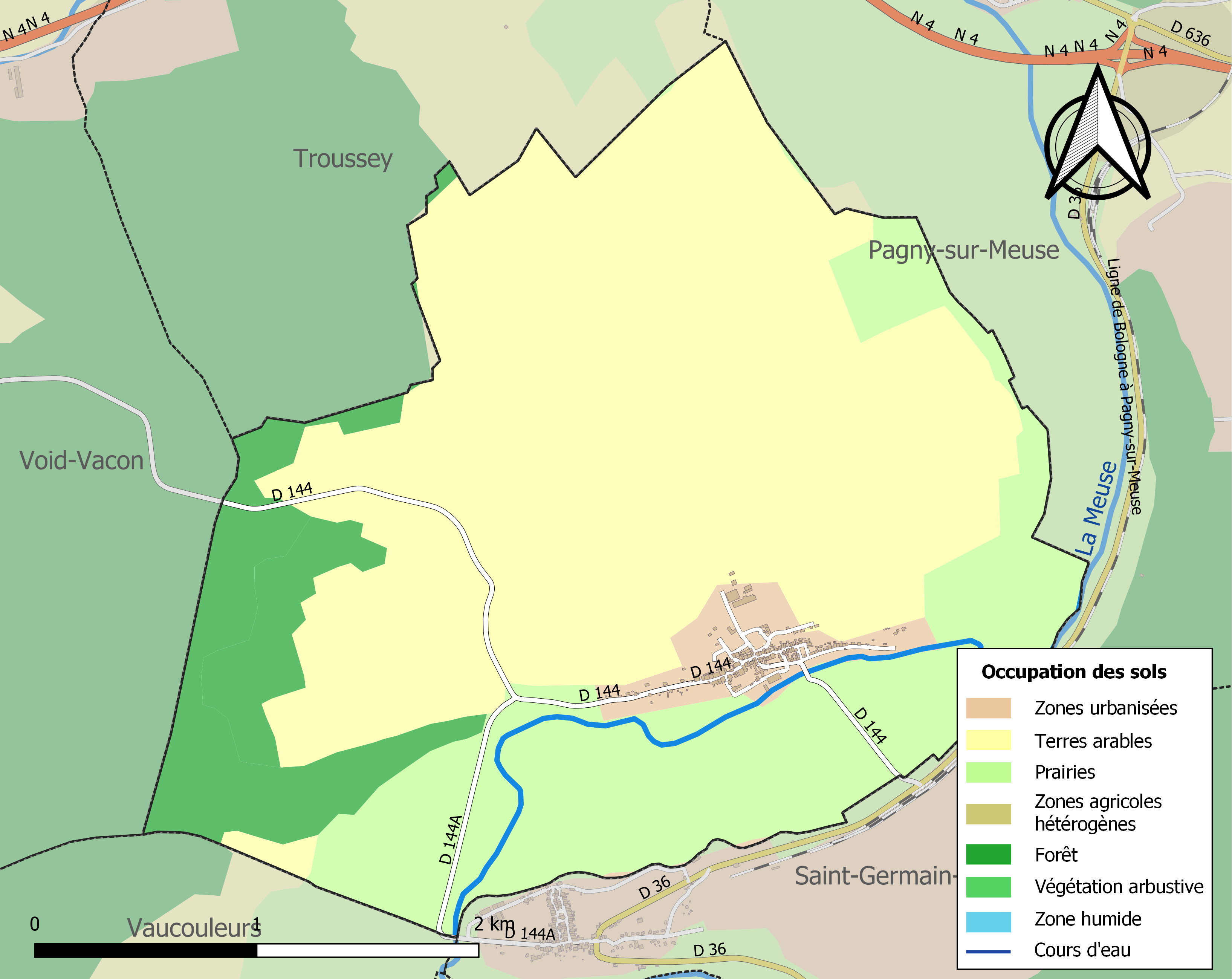
Carte des infrastructures et de l'occupation des sols de la commune en 2018 (CLC).

## Toponymie
- Anciennes mentions : Orcadæ (884) ; Orchadæ (922) ; Oscadæ (1033) ; Oscadæ-villa (1071) ; Urchiæ, Urchiis (1402) ; Orcades, Oscadum, Oscadus (1756) ; Ourches (1793) ; Ourches-sur-Meuse (1919)[réf. nécessaire].
- Dans les textes en latin du Moyen Âge, Ourches est dénommée indifféremment Orchadus, Orchadis ou Orchadae. En français : orchidée[réf. nécessaire].

Du gaulois -orcos, « porc sauvage », il pourrait s'agir d'une bergerie.
La Meuse; en néerlandais et en allemand, Maas ; en wallon, Moûse ; en latin Mosa, est un fleuve européen qui prend sa source en France et se jette dans la mer du Nord après un cours long d'approximativement 950 kilomètres traversant la France, la Belgique et les Pays-Bas.

## Histoire
Le village est situé sur un ancien castrum romain dominant la Meuse ainsi que le carrefour de deux voies romaines :
- la voie Nord-Sud joignant Metz à Grand et qui longe la Meuse à cet endroit ;
- la voie Ouest-Est de Nasium à Toul qui bifurque près du village, pour franchir la Meuse à Saint-Germain-sur-Meuse.

En 633, Ourches apparaît dans un acte sous le règne de Dagobert Ier.
En 885, Ourches est citée dans un acte de Charles III le Gros.
En 1015, Orchadis est aussi mentionnée par Henri II (dit le Saint), empereur du Saint Empire romain germanique.
En 1176, le village est vendu au seigneur de Vaucouleurs par le comte de Bar. L'administration est alors l'œuvre d'un villic, subordonné du seigneur qui prescrit et soigne le travail des cultures, pourvoit à la rentrée des récoltes. C'est lui qui amène au seigneur, les redevances et autres produits de son droit, grains, poules.
En 1229, Ourches est entièrement détruite avec 70 autres villages du Toulois, brûlés par le comte Henri II de Bar allié à l'évêque de Toul.
En 1621, Adrien de Vigneulles du Sart est qualifié de seigneur d'Ourches. 
En 1789, Ourches était mi-partie Champagne et mi-partie Toulois. Elle était rattachée au diocèse de Toul.

## Politique et administration

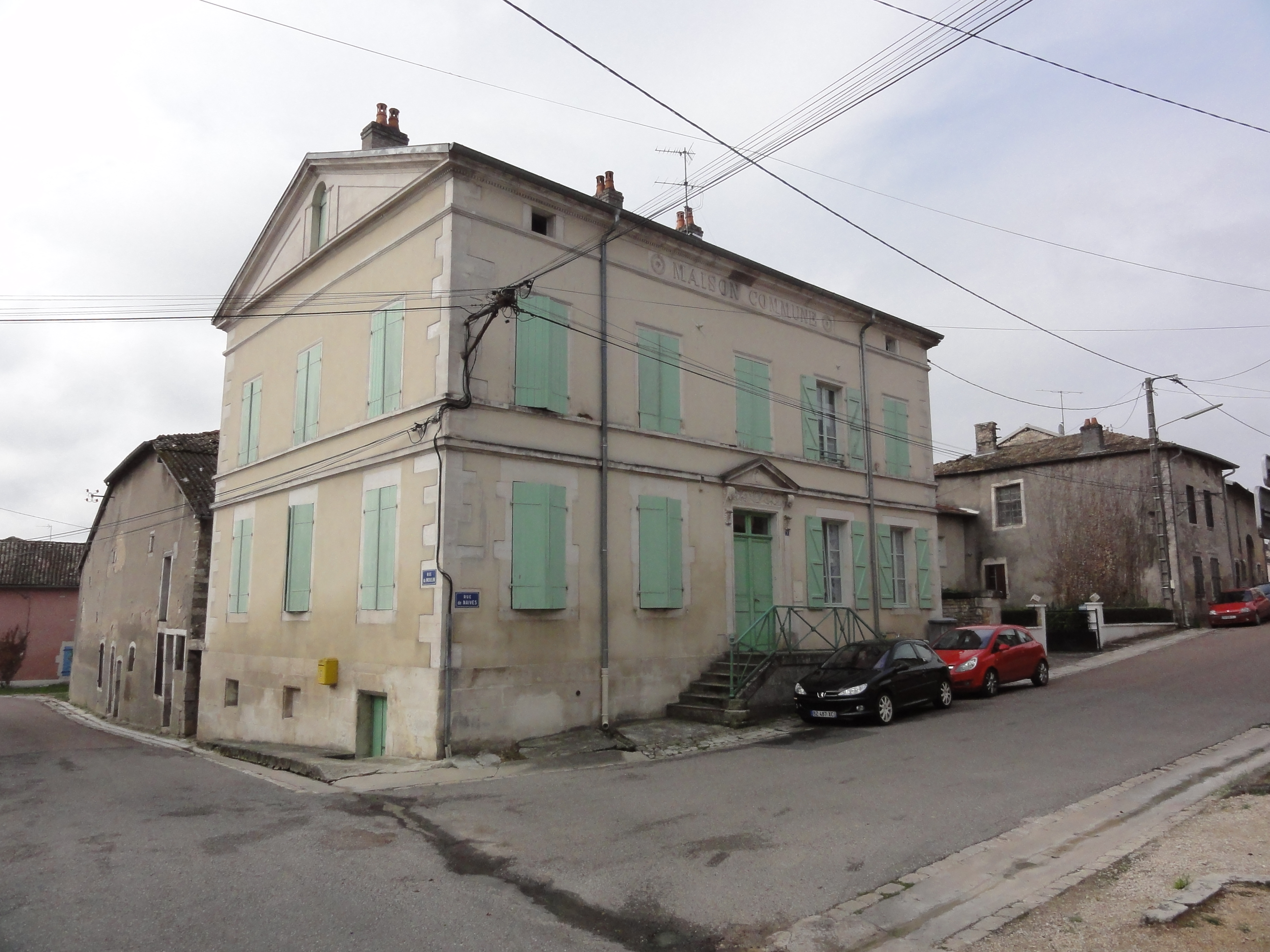
Maison commune.

| Période                                  | Période  | Identité             | Étiquette | Qualité |
| ---------------------------------------- | -------- | -------------------- | --------- | ------- |
| Les données manquantes sont à compléter. |          |                      |           |         |
| mars 2001                                | mai 2020 | François Guillaume   |           |         |
| mai 2020                                 | En cours | Jean-Louis Guillaume |           |         |

## Population et société

### Démographie

#### Évolution démographique
L'évolution du nombre d'habitants est connue à travers les recensements de la population effectués dans la commune depuis 1793. Pour les communes de moins de 10 000 habitants, une enquête de recensement portant sur toute la population est réalisée tous les cinq ans, les populations de référence des années intermédiaires étant quant à elles estimées par interpolation ou extrapolation. Pour la commune, le premier recensement exhaustif entrant dans le cadre du nouveau dispositif a été réalisé en 2006.

En 2022, la commune comptait 221 habitants, en évolution de +1,38 % par rapport à 2016 (Meuse : −4,4 %, France hors Mayotte : +2,11 %).
| 1793 | 1800 | 1806 | 1821 | 1831 | 1836 | 1841 | 1846 | 1851 |
| ---- | ---- | ---- | ---- | ---- | ---- | ---- | ---- | ---- |
| 547  | 526  | 564  | 543  | 568  | 583  | 557  | 578  | 577  |

| 1856 | 1861 | 1866 | 1872 | 1876 | 1881 | 1886 | 1891 | 1896 |
| ---- | ---- | ---- | ---- | ---- | ---- | ---- | ---- | ---- |
| 534  | 540  | 511  | 447  | 441  | 420  | 424  | 413  | 380  |

| 1901 | 1906 | 1911 | 1921 | 1926 | 1931 | 1936 | 1946 | 1954 |
| ---- | ---- | ---- | ---- | ---- | ---- | ---- | ---- | ---- |
| 375  | 358  | 334  | 314  | 292  | 269  | 248  | 222  | 218  |

| 1962 | 1968 | 1975 | 1982 | 1990 | 1999 | 2006 | 2011 | 2016 |
| ---- | ---- | ---- | ---- | ---- | ---- | ---- | ---- | ---- |
| 203  | 207  | 190  | 169  | 163  | 168  | 191  | 198  | 218  |

| 2021 | 2022 | - | - | - | - | - | - | - |
| ---- | ---- | - | - | - | - | - | - | - |
| 223  | 221  | - | - | - | - | - | - | - |

## Culture locale et patrimoine

### Lieux et monuments
- Église Saint-Martin.
- Monument aux morts.
- Le château du XIVe siècle transformé en ferme : tour du XIVe siècle, contrecœur des cheminées.
- Un moulin à eau restauré en état de fonctionnement qui est situé rue du Moulin.
- Deux lavoirs qui ont la particularité d'être dotés d'une cheminée.
- Des croix de chemin.

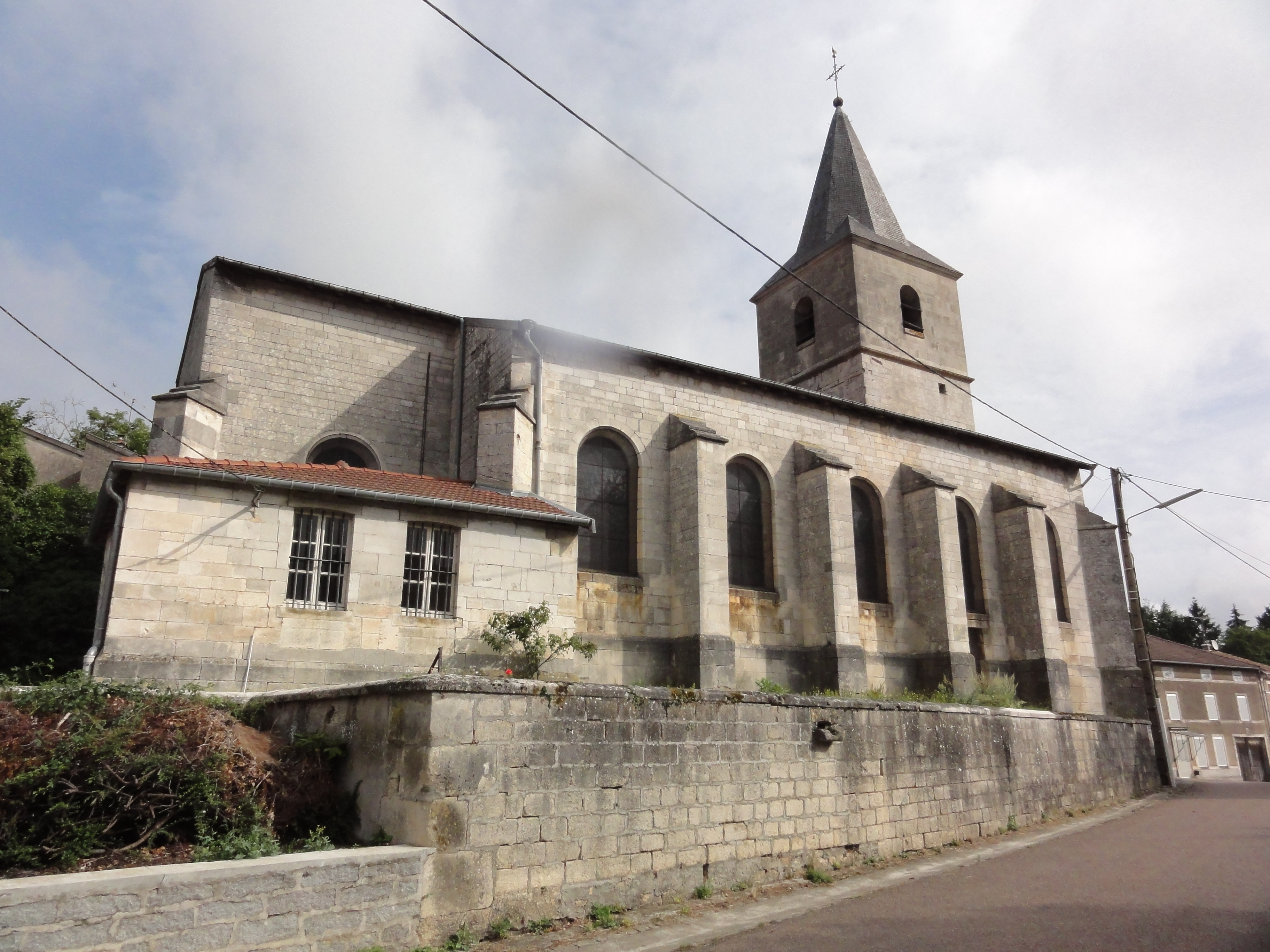
Église Saint-Martin.
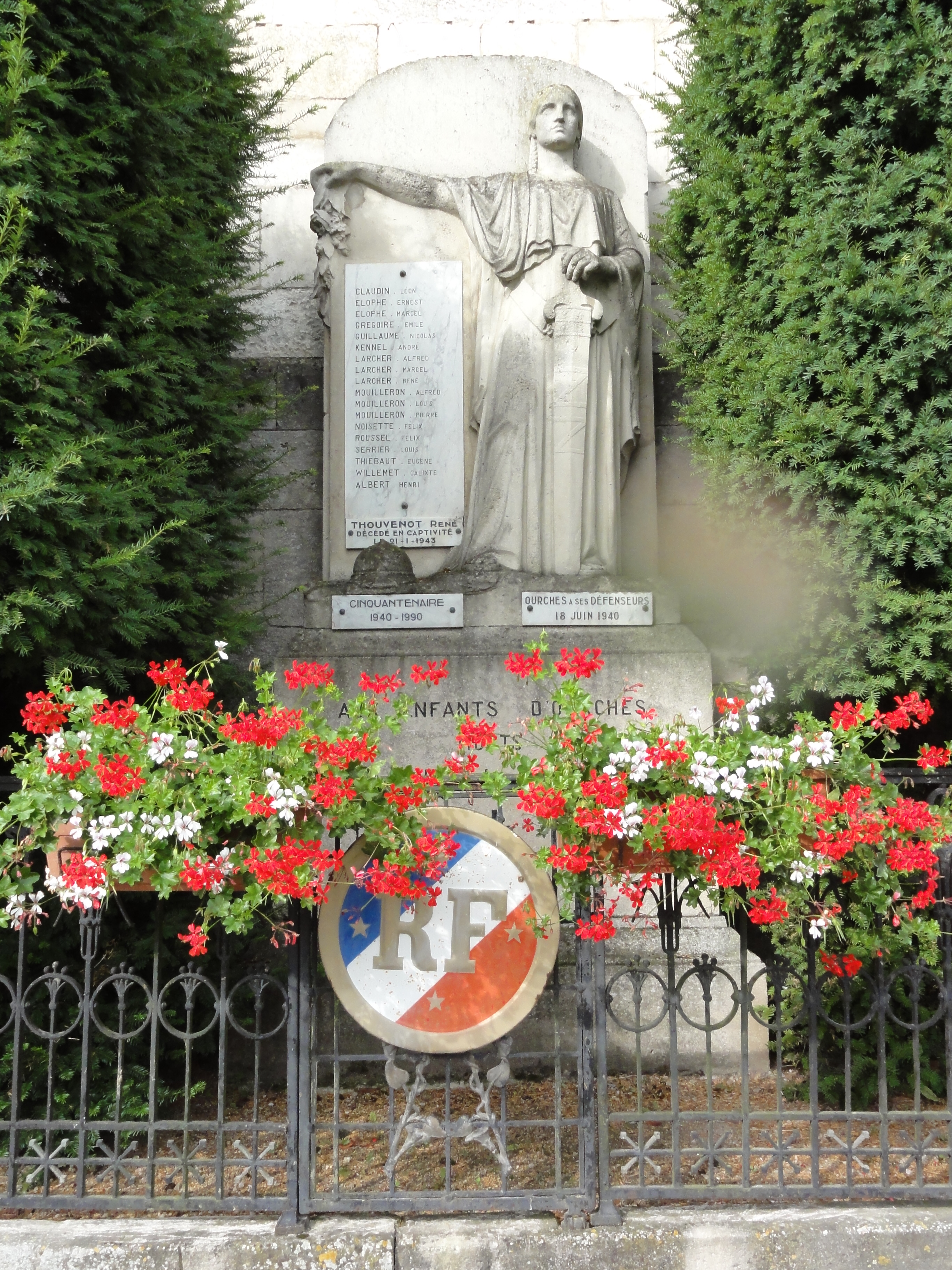
Monument aux morts.
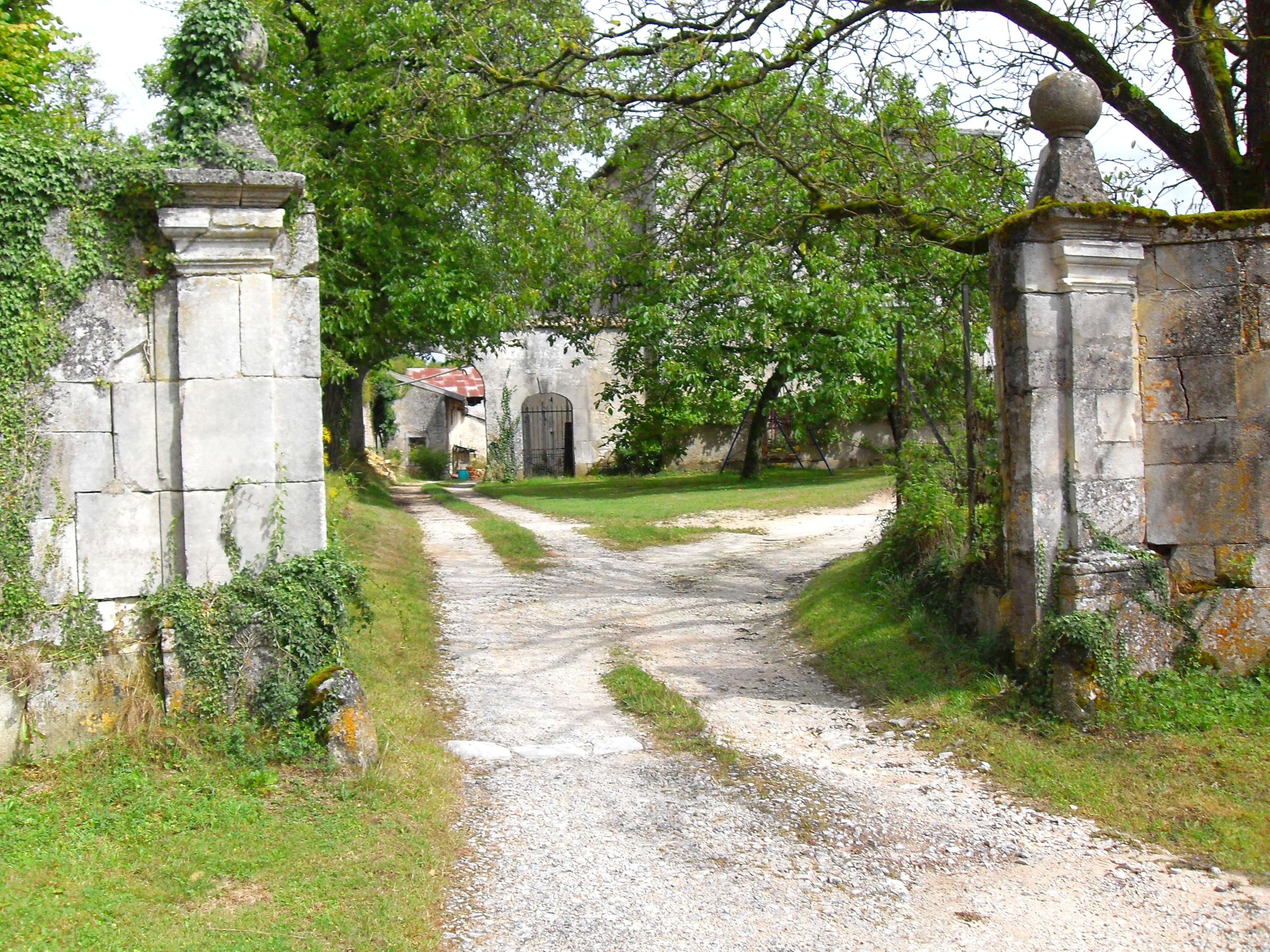
L'entrée du château.
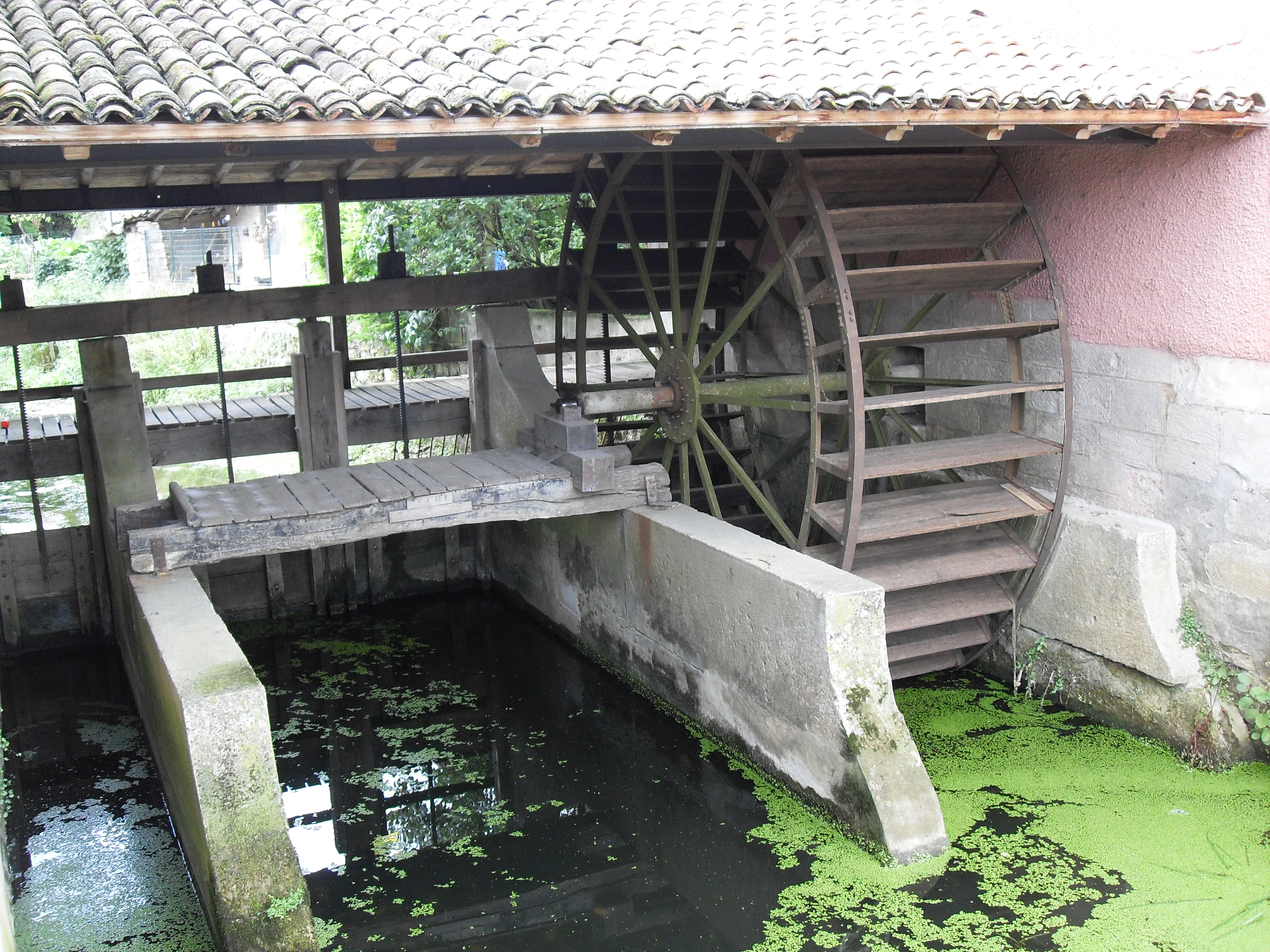
Moulin.
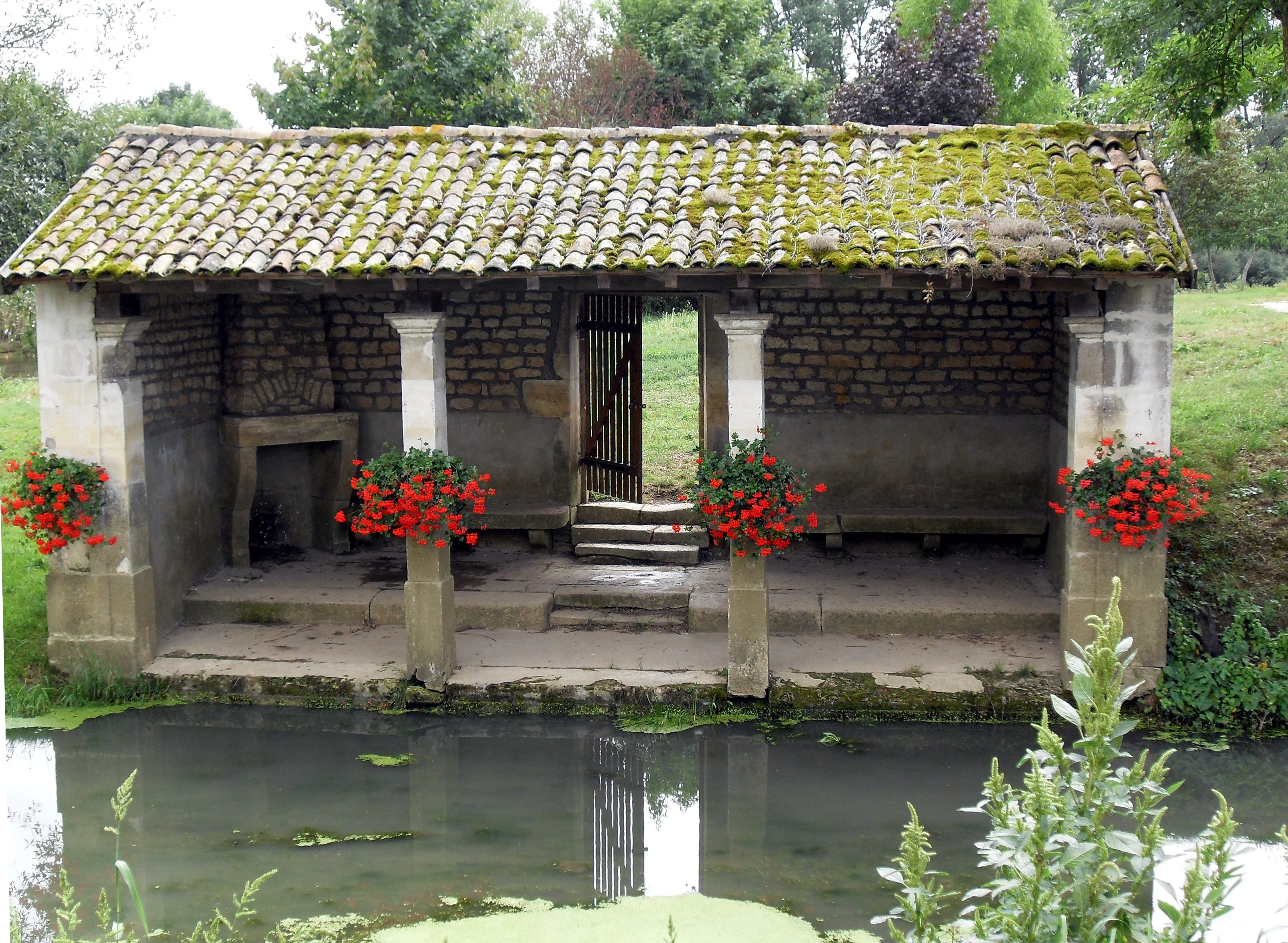
Lavoir à cheminée.
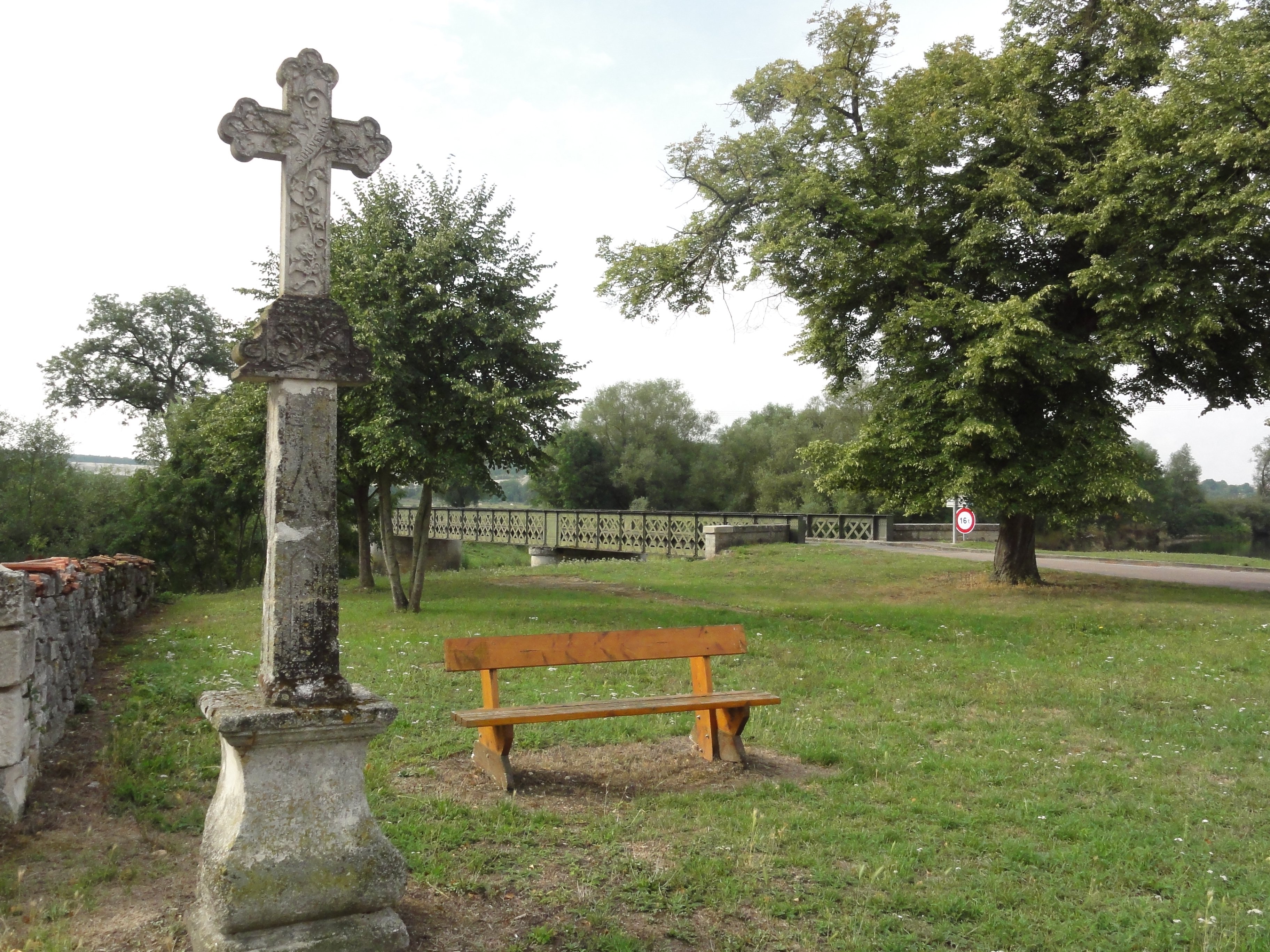
Croix de chemin auprès du pont de la Meuse.

### Personnalités liées à la commune
- La famille d'Ourches ;
- Jean II et Nicolas de Verrières, écuyers, seigneurs d'Ourches au XVIe siècle[26].

### Héraldique
| Blason de Ourches-sur-Meuse | Blason  | Coupé ondé, au 1) de gueules à deux croisettes au pied fiché d'or, pommetées d'argent ; au 2) d'or à une fleur d'orchidée de gueules boutonnée du champ ; à la trangle ondée d'argent brochant sur la partition ; à l'écusson d'argent chargé d'une tête de lion de sable allumée, lampassée et couronnée de gueules, brochant sur le tout. |
| Blason de Ourches-sur-Meuse | Détails | L'orchidée constitue des armes parlantes approchant pour le toponyme du village OURCHES, ORCHADEE en 922 ; selon plusieurs auteurs OURCHES pourrait, par ailleurs, avoir pour origine le Gaulois orco : porc. - La trangle ondule comme la Meuse qui traverse le finage d'OURCHES et comme le canal qui alimentait le moulin. - Les croisettes sont pommettées de trois éléments sur un champ de gueules (rouge) pour évoquer les armes du chapitre de la cathédrale Saint Étienne de TOUL : de gueules aux trois cailloux d'argent. - La tête de Lion de sable allumée, lampassée et couronnée de gueules représente les armes de la maison d'OURCHES d'ancienne chevalerie qui possédait de nombreux fiefs et avait pour armes :d'argent au lion de sable, lampassé, allumé et couronné de gueules (plusieurs variantes de ces armes ont été utilisées selon les branches de la famille) Le chevaliers d'Ourches résidèrent au château jusqu'en 1553 ensuite d'autres familles en furent seigneurs. Avant 1790, OURCHES était mi-partie Toulois et Champagne et avait pour seigneurs : - Le chapitre de la cathédrale St Étienne de Toul, prévôté de Void, pour les terres et leurs habitants, - Le chatelain pour le manoir, ses annexes et ses sujets, en Champagne, prévôté de Vaucouleurs Le château a été souvent détruit puis reconstruit et remanié au cours des siècles ; il subsiste une tour d'angle circulaire et une tour de façade octogonale, les deux tronquées. Armoiries composées et dessinées par Robert André LOUIS, membre du Comité Lorrain d’Héraldique, et adoptées par la commune le 12/04 /2024, Mr Jean-Louis GUILLAUME étant Maire |